# Patrick Gerhardt
Patrick Nyema Gerhardt (ur. 31 lipca 1985 w Bernie) – liberyjski piłkarz występujący na pozycji obrońcy. Zawodnik klubu Melbourne Heart FC.

## Kariera klubowa
Gerhardt karierę rozpoczął w 2004 roku w rezerwach zespołu BSC Young Boys. W 2005 roku został włączony do jego pierwszej drużyny, grającej w Swiss Super League. Rozegrał w niej 1 spotkanie. W 2006 roku odszedł do drugoligowej Concordii Basel. Po roku przeszedł do innego drugoligowca, SR Delémont, gdzie również grał przez rok.
W 2008 roku Gerhardt podpisał kontrakt z rumuńskim CS Otopeni z Liga I. W 2009 roku spadł z nim do Liga II. Wówczas odszedł z klubu. W 2010 roku podpisał kontrakt z kanadyjskim Brantford Galaxy z Canadian Soccer League. W 2011 roku wrócił do Europy, gdzie został graczem bośniackiego klubu FK Željezničar. W tym samym roku zdobył z nim Puchar Bośni i Hercegowiny, a w 2012 roku dublet, czyli mistrzostwo i puchar kraju.
W połowie 2012 roku Gerhardt został graczem australijskiego klubu Melbourne Heart FC.

## Kariera reprezentacyjna
W reprezentacji Liberii Gerhardt zadebiutował w 2011 roku.